# Bathyplectes tesquicola
Bathyplectes tesquicola är en stekelart som först beskrevs av Dbar 1983.  Bathyplectes tesquicola ingår i släktet Bathyplectes och familjen brokparasitsteklar. Inga underarter finns listade.